# تلانداود (بني أحمد الشرقية)
تلانداود هي إحدى مشيخات المملكة المغربية، تتبع جغرافيا لإقليم شفشاون وإداريًا لبني أحمد الشرقية. يقدر عدد سكانها بـ 5706 نسمة حسب الإحصاء الرسمي للسكان والسكنى لسنة 2004.